# Okręg Mirande
Okręg Mirande (fr. Arrondissement de Mirande) – okręg w południowo-zachodniej Francji. Populacja wynosi 36 700.

## Podział administracyjny
W skład okręgu wchodzą następujące kantony:
- Aignan,
- Marciac,
- Masseube,
- Miélan,
- Mirande,
- Montesquiou,
- Plaisance,
- Riscle.